# Sulejman Demollari
Sulejman Demollari, né le 15 mai 1964, est un footballeur albanais, qui évoluait au poste de milieu offensif au Dinamo Bucarest et en équipe d'Albanie.
Demollari a marqué un but lors de ses quarante-cinq sélections avec l'équipe d'Albanie entre 1983 et 1995.

## Palmarès

### En équipe nationale
- 45 sélections et 1 but avec l'équipe d'Albanie entre 1983 et 1995.

### Avec le Dinamo Tirana
- Vainqueur du Championnat d'Albanie de football en 1986 et 1990.
- Vainqueur de la Coupe d'Albanie de football en 1989 et 1990.

### Avec le Dinamo Bucarest
- Vainqueur du Championnat de Roumanie de football en 1992.